# Guillaume Capelle
Pour les articles homonymes, voir Capelle.
Cet article concerne le préfet et homme politique. Pour l'entrepreneur social, voir Guillaume Capelle (entrepreneur social).
Guillaume Antoine Benoît, baron Capelle, est un préfet et homme politique français né à Salles-Curan (Rouergue, auj. département de l'Aveyron) le 9 septembre 1775 et mort à Montpellier (Hérault) le 25 octobre 1843.

## Biographie
Dès sa jeunesse, Guillaume Capelle, issu d'une famille de magistrats, se montra un partisan enthousiaste de la Révolution et, à 15 ans, représenta le district de Millau à la fédération de 1790. Nommé, à 18 ans, lieutenant au 2e bataillon de grenadiers des Pyrénées-Orientales, il servit, dans ce grade, jusqu'en 1794, fut destitué à cette époque comme fédéraliste, revint à Millau, après avoir été un moment comédien ambulant, se maria et devint commandant de la garde nationale de la ville.
Après le 18 brumaire, il fut délégué à Paris par ses concitoyens pour féliciter le gouvernement consulaire et, grâce à la protection de Chaptal, il parvint à entrer dans les bureaux du ministère de l'Intérieur en l'an IX.

### Premier Empire
Secrétaire général du département des Alpes-Maritimes à la fin de la même année, puis du département de la Stura en l'an XI, il obtint, le 25 février 1808, à force de démarches, le poste de préfet du département de la Méditerranée (chef-lieu : Livourne). Selon la Biographie universelle de Michaud, « cette nouvelle mission n'était pas sans difficulté : sa préfecture confinait avec les États de la princesse de Lucques et de Piombino qui était extrêmement jalouse de son autorité. Capelle, doué de grands avantages extérieurs, trouva le moyen de se concilier la bienveillance de la princesse. La plus parfaite intelligence régnait entre eux ; cette intimité déplut à l'Empereur qui fut sur le point de destituer l'heureux préfet. »
L'Empereur se contenta de le nommer préfet du Léman à Genève (30 novembre 1810). Dans ce nouveau poste, Capelle rencontra de sérieuses difficultés. Les Genevois ne l'aimaient pas et il avait beaucoup de peine à se faire à leurs usages. À la fin de 1813, les troupes alliées arrivèrent devant la ville et l'obligèrent à capituler, d'autant plus aisément que la place était restée sans garnison et sans défense. Napoléon Ier le fit arrêter et tenir en prison jusqu'à la Première Restauration, malgré l'avis d'une commission d'enquête composée des conseillers d'État Lacuée, Réal et Faure.

### Restauration française
Irrité, Capelle accepta de Louis XVIII le poste de préfet de l'Ain (10 juin 1814) et la croix d'officier de la Légion d'honneur que lui remit le comte d'Artois. Il se rendit à Gand pendant les Cent-Jours. Rentré en France à la seconde Restauration, il devint préfet du Doubs et, peu après, fut nommé conseiller d'État.
En décembre 1815, il vint faire, dans le procès du maréchal Ney, une déposition très étendue d'après laquelle le prince de la Moskowa lui aurait dit à Lons-le-Saunier que le retour de l'île d'Elbe était une affaire arrangée entre les généraux, lesquels auraient d'abord été sur le point d'offrir la couronne au duc d'Orléans, mais s'étaient vus ensuite entraînés par la reine Hortense en faveur de Napoléon.
Comme conseiller d'État et commissaire du roi, Capelle fut très souvent chargé de soutenir à la tribune les projets de loi présentés par les ministres et put, dès lors, prétendre aux emplois les plus élevés. Devenu, en 1822, secrétaire général du ministère de l'Intérieur, puis préfet de Seine-et-Oise en 1828, il entra le 19 mai 1830 dans le ministère Polignac, à la suite de la démission de Chabrol de Crouzol et Courvoisier. Il reçut la charge d'un département des Travaux publics nouvellement créé, avec pour mission de préparer les nouvelles élections consécutives à la dissolution du 16 mai 1830.
Il signa les ordonnances de Saint-Cloud le 25 juillet 1830 et, trois jours plus tard, prit la fuite avec ses collègues et parvint à gagner l'Angleterre. Mis en accusation devant la cour des pairs, il fut condamné par contumace à la détention perpétuelle, à la confiscation de ses biens et à la perte de tous ses titres. La grâce royale de 1836 lui permit de rentrer en France où il vécut dès lors dans la retraite.

## Titre
- Baron Capelle et de l'Empire (décret du 3 décembre 1809, lettres patentes du 19 janvier 1812 signées aux Tuileries) ;

## Distinctions
- Légion d'honneur :
  - Légionnaire (18 juin 1809), puis,
  - Officier (23 octobre 1814), puis,
  - Commandeur de la Légion d'honneur (10 mai 1820).

## Armoiries
| Figure | Blasonnement |
|        | Armes du baron Capelle et de l'Empire D'azur à la chèvre passante d'or, soutenue de sinople, surmontée au premier point d'une étoile d'argent ; franc-quartier des barons préfets. - Livrées : les couleurs de l'écu ; le verd en bordure seulement. |